# Collisionneur d'ions lourds relativistes

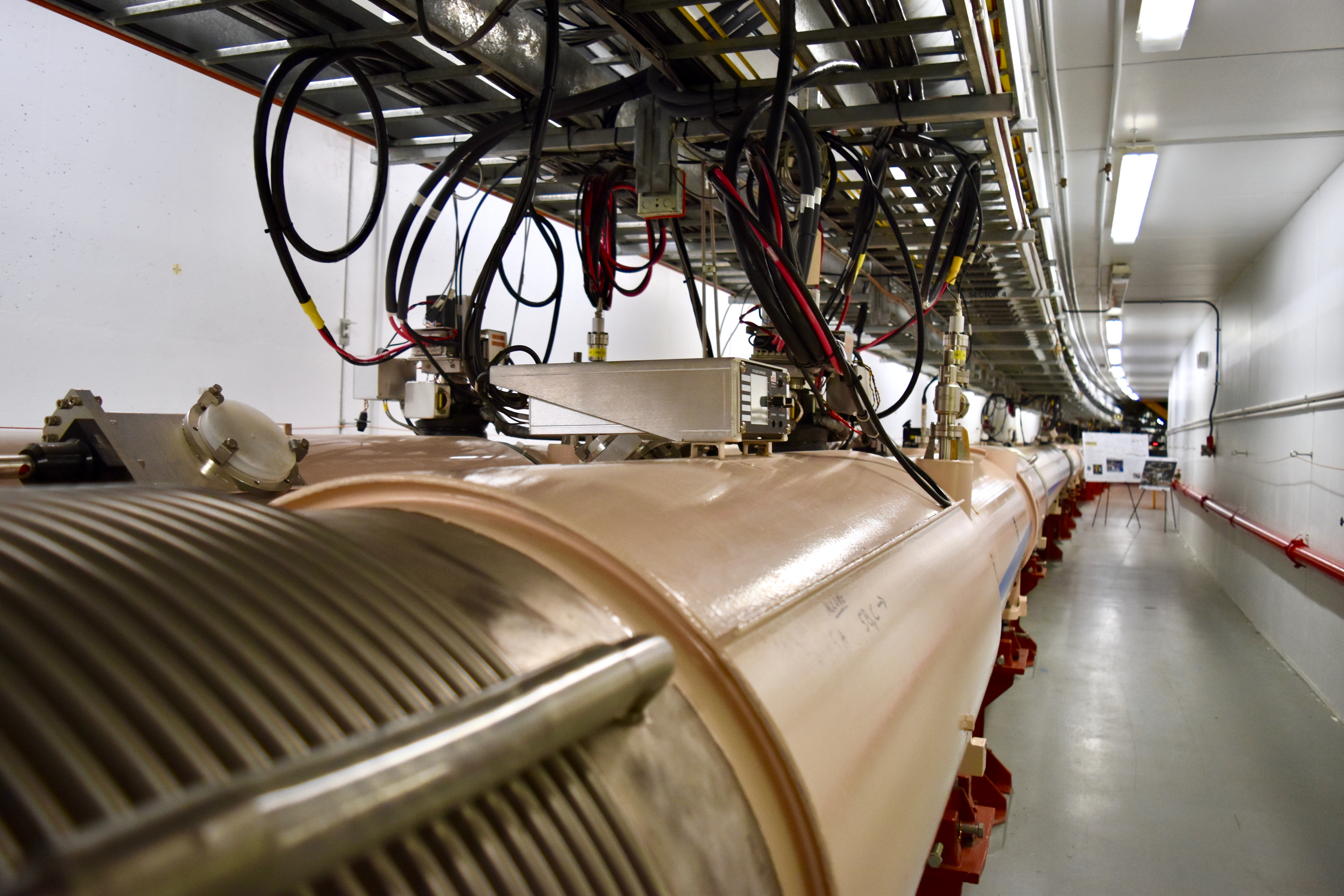
Une section du collisionneur.

Le Collisionneur d'ions lourds relativistes, ou RHIC (de l'anglais Relativistic Heavy Ion Collider), est un accélérateur de particules, construit au Laboratoire national de Brookhaven (situé à Upton (en) sur Long Island). Il est spécialisé dans des collisions entre ions lourds à vitesses relativistes (d’où son nom), afin d’étudier la forme primordiale de la matière qui existait dans l'Univers peu après le Big Bang. Il peut également produire des collisions entre protons pour l’étude de leur structure.

## Constitution
Le RHIC est un collisionneur constitué de deux tubes indépendants concentriques, formant un anneau légèrement hexagonal d’une circonférence de 3834 mètres. Ces tubes sont équipés d’électroaimants supraconducteurs à base de niobium-titane, et accélèrent des particules en sens inverse l’un par rapport à l’autre.
Cette installation peut accélérer soit des noyaux lourds (de cuivre, d’or, ou d’uranium ) avec une énergie allant jusqu’à 100 GeV par nucléons, soit des protons jusqu’à 254,9 GeV, puis elle les fait entrer en collisions frontales. Dans le cas des protons, ces derniers peuvent être polarisés  avant d’entrer en collisions (c'est-à-dire que les spins des protons d’un même faisceau seront orientés préférentiellement dans une même direction), ce qui différencie le RHIC des autres collisionneurs de hadrons « concurrents » tels que le Tevatron ou le Large Hadron Collider.
Cinq détecteurs (STAR, PHENIX, PHOBOS, BRAHMS, et PP2PP) sont installés au niveau des points de croisement des faisceaux, afin d’enregistrer les résultats des collisions.

## Recherches
Le RHIC est particulièrement adapté pour l’étude du plasma de quarks et de gluons grâce à ses collisions entre ions lourds à haute énergie. Il permet également l’observation de condensat de verre de couleur au sein des ions accélérés.
Quant aux collisions entre protons polarisés, elles permettent d’étudier la structure interne de ces particules plus efficacement que des collisions entre protons non polarisés, en particulier pour la recherche de l’origine de leur spin (car, dans l’état actuel des connaissances, l’origine d’environ 70 % du spin des protons demeure inconnue).